# HK Riazań
HK Riazań-WDW (ros. ХК Рязань-ВДВ) – rosyjski klub hokeja na lodzie z siedzibą w Riazaniu.

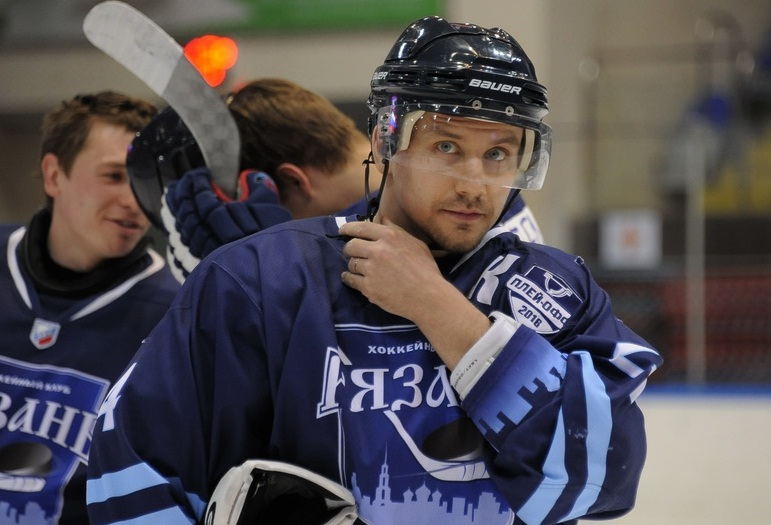
Kapitan drużyny w sezonie 2015/2016, Jewgienij Czesalin

## Historia
Dotychczasowe nazwy
- Komanda Riazania (1955–1958)
- Trud Riazań (1958–1959)
- Krasnoje Znamia Riazań (1959–1962)
- Riazelmasz Riazań (1962–1963)
- Chimik Riazań (1963–1965)
- Spartak Riazań (1965–1966)
- Stankostroitel Riazań (1966–1990)
- Wiaticz Riazań (1990–2000)
- HK Riazań (2000-2022)
- HK Riazań-WDW (2022–)

Początkowo był klubem farmerskim zespołów występujących w KHL: Atłanta Mytiszczi, następnie Witiazia Czechow, a obecnie Sibiru Nowosybirsk.
Drużyną juniorską została Mołnija występująca w rozgrywkach MHL-B.
W 2017 głównym trenerem zespołu był Igor Żylinski.
Przed sezonem WHL 2022/2023 zmieniono nazwę drużyny na HK Riazań-WDW. Wówczas nowym trenerem został Aleksandr Ardaszew, a poza tym odnowiono umowę o współpracy z Witiaziem Czechow.